# گونتر پانکه
گونتر پانکه (به آلمانی: Günther Pancke) (زاده ۱ می ۱۸۹۹، مرگ ۱۷ اوت ۱۹۷۳) یک ژنرال آلمانی در دوره رایش سوم و رهبر اس‌اس و پلیس در دانمارک بود.وی همچنین از سال ۱۹۳۸ تا سال ۱۹۴۰ رئیس اداره اصلی نژاد و اسکان اس‌اس بود.

## زندگی‌نامه
وی در گینیزنا در امپراتوری آلمان زاده شد.در جنگ جهانی اول جنگید.میان سال‌های ۱۹۲۰ تا ۱۹۲۷ در آفریقای جنوبی زندگی می‌کرد.در ۱ اوت ۱۹۳۰ به حزب نازی و در ۱ ژوئن ۱۹۳۱ به اس‌اس پیوست.در سال ۱۹۳۸ رئیس اداره اصلی نژاد و اسکان اس‌اس شد و تا سال ۱۹۴۰ در این سمت باقی ماند.وی از اکتبر ۱۹۴۳ تا پایان جنگ جهانی دوم رهبر اس‌اس و پلیس در دانمارک بود.وی در ۲۰ آوریل ۱۹۴۴ به درجه اوبرگروپنفورر و در ۲۱ مارس ۱۹۴۵ به درجه ژنرالی در وافن اس‌اس رسید.
وی در دانمارک با ممانعت پلیس‌های دانمارکی برای مقابله با جنبش‌های مقاومت روبرو بود.بنابراین دستور به دستگیری حدود۱۰٬۰۰۰ افسر پلیس و فرستادن آنان به اردوگاه مرگ بوخن‌والد را داد.البته تقریباً ۱٬۷۰۰ مورد دستگیری رخ داد.
وی پس از جنگ در دانمارک به ۸ سال زندان محکوم شد.در ۱۹۵۳ آزاد شد و در نهایت در ۱۷ اوت ۱۹۷۳ در هامبورگ درگذشت.